# Choerophryne
Choerophryne – rodzaj płazów bezogonowych z podrodziny Asterophryinae w rodzinie wąskopyskowatych (Microhylidae).

## Zasięg występowania
Rodzaj obejmuje gatunki występujące endemicznie na Nowej Gwinei.

## Systematyka

### Etymologia
- Choerophryne: gr. χοιρος khoiros „świnia, wieprz”[5]; φρυνη phrunē, φρυνης phrunēs „ropucha”[6].
- Albericus: Alberyk (niem. Alberich), karzeł, jeden z Nibelungów, należący do głównych bohaterów tetralogii Richarda Wagnera – Pierścień Nibelunga, który potrafi zmieniać postać pomocą magicznego hełmu Tarnhelm[3]. Gatunek typowy: Cophixalus darlingtoni Loveridge, 1948.

### Podział systematyczny
Z analizy filogenetycznej przeprowadzonej przez Peloso i współpracowników (2016) wynika, że przedstawiciele rodzaju Albericus nie tworzą kladu, do którego nie należeliby również przedstawiciele rodzaju Choerophryne; na tej podstawie autorzy uznali rodzaj Albericus za młodszy synonim rodzaju Choerophryne i przenieśli do tego ostatniego rodzaju gatunki pierwotnie zaliczane do rodzaju Albericus. Do rodzaju należą następujące gatunki:

- Choerophryne alainduboisi Günther & Richards, 2018
- Choerophryne allisoni Richards & Burton, 2003
- Choerophryne alpestris (Kraus, 2010)
- Choerophryne amomani Günther, 2008
- Choerophryne arndtorum Günther, 2008
- Choerophryne bickfordi Kraus, 2018
- Choerophryne bisyllaba Günther & Richards, 2017
- Choerophryne brevicrus (Günther & Richards, 2012)
- Choerophryne brunhildae (Menzies, 1999)
- Choerophryne bryonopsis Kraus, 2013
- Choerophryne burtoni Richards, Dahl & Hiaso, 2007
- Choerophryne crucifer Günther & Richards, 2017
- Choerophryne darlingtoni (Loveridge, 1948)
- Choerophryne epirrhina Iannella, Oliver & Richards, 2015
- Choerophryne exclamitans (Kraus & Allison, 2005)
- Choerophryne fafniri (Menzies, 1999)
- Choerophryne gracilirostris Iannella, Richards & Oliver, 2014
- Choerophryne grylloides Iannella, Oliver & Richards, 2015
- Choerophryne gudrunae (Menzies, 1999)
- Choerophryne gunnari (Menzies, 1999)
- Choerophryne laurini (Günther, 2000)
- Choerophryne longirostris Kraus & Allison, 2001
- Choerophryne microps Günther, 2008
- Choerophryne multisyllaba Günther & Richards, 2017
- Choerophryne murrita (Kraus & Allison, 2009)
- Choerophryne nigrescens Günther, 2008
- Choerophryne pandanicola (Günther & Richards, 2012)
- Choerophryne pipiens Günther, Richards & Tjaturadi, 2018
- Choerophryne proboscidea Van Kampen, 1914
- Choerophryne rhenaurum (Menzies, 1999)
- Choerophryne rostellifer (Wandolleck, 1911)
- Choerophryne sanguinopicta (Kraus & Allison, 2005)
- Choerophryne siegfriedi (Menzies, 1999)
- Choerophryne swanhildae (Menzies, 1999)
- Choerophryne tubercula (Richards, Johnston & Burton, 1992)
- Choerophryne valkuriarum (Menzies, 1999)
- Choerophryne variegata (Van Kampen, 1923)